# Megaderma
Megaderma é um gênero de morcego da família Megadermatidae.

## Espécies
- Megaderma lyra É. Geoffroy, 1810
- Megaderma spasma (Linnaeus, 1758)